# Northern Trail (album)
Northern Trail er debutalbummet fra det danske orkester, Jonah Blacksmith. Det udkom på selskabet Northern Sound Records d. 3. november 2014.

## Spor
1. "Miracles" - (01:36)
2. "Off the Track" - (04:10)
3. "I Am King" - (04:35)
4. "Drowned" - (04:59)
5. "Entangled Strings" - (04:20)
6. "Kings and Queens" - (06:32)
7. "Broken Bones" - (04:30)
8. "Troubled Mind" - (04:55)
9. "Dandelion" - (04:26)
10. "Number 10" - (01:11)
11. "Spellbound" - (06:53)
12. "Are You Okay?" - (03:00)